# 草津市
草津市（日语：／ Kusatsu shi */?）是位於日本滋賀縣西南部的城市，西臨琵琶湖，南側與大津市相鄰，人口數在縣內僅次於大津市，排名第二。因當地自草津車站經由鐵路可在半小時內抵達京都，有不少居民自此至京都通勤，也因此被劃入京都都市圈內。

## 人口
在日本的國勢調查中，2010年與2005年相比全市人口成長率達到8.0%，2015年與2010年相比全市人口成長率達到4.9%，皆為滋賀縣內人口成長率最高的行政區劃。
| 草津市人口分布圖 |                                               |  |
| 草津市與日本全國年齡別人口分布比較圖 （2005年資料） | 草津市的年齡、男女別人口分布圖 （2005年資料） |  |
| ■紫色是草津市 ■綠色是全国 | ■藍色是男性 ■紅色是女性                       |  |
| 草津市人口變化 \| 1970年 \| 46,409人 \| \| \| 1975年 \| 64,873人 \| \| \| 1980年 \| 77,012人 \| \| \| 1985年 \| 87,542人 \| \| \| 1990年 \| 94,767人 \| \| \| 1995年 \| 101,828人 \| \| \| 2000年 \| 115,455人 \| \| \| 2005年 \| 121,159人 \| \| \| 2010年 \| 130,874人 \| \| \| 2015年 \| 137,247人 \| \| \| 2020年 \| 143,913人 \| \| |                                               |  |
| 資料來源：日本總務省統計中心提供之人口普查數據 |                                               |  |
| 1970年 | 46,409人                                      |  |
| 1975年 | 64,873人                                      |  |
| 1980年 | 77,012人                                      |  |
| 1985年 | 87,542人                                      |  |
| 1990年 | 94,767人                                      |  |
| 1995年 | 101,828人                                     |  |
| 2000年 | 115,455人                                     |  |
| 2005年 | 121,159人                                     |  |
| 2010年 | 130,874人                                     |  |
| 2015年 | 137,247人                                     |  |
| 2020年 | 143,913人                                     |  |

## 歷史
草津市的轄區過去在令制國時代屬於近江國栗太郡，本地是東海道與中山道的交會點，因此在江戶時代設有草津宿，自京都往東抵達草津後，可以繼續往東北沿著中山道進入美濃國、信濃國、上野國，或是往東南沿著東海道進入伊勢國、尾張國、三河國、遠江國。
在江戶時代此地被分割為眾多領地，包括膳所藩、淀藩、前橋藩、菰野藩、狹山藩在此都有領地，甚至也有幕府在此也有直屬領和旗本領。
19世紀末明治維新後，原先的幕府直屬領及旗本領先後改隸屬大津裁判所及大津縣，其他原本屬於各藩的區域則在1871年實施廢藩置縣後，改隸屬膳所縣、淀縣、前橋縣、菰野縣；不過在僅四個月之後的府縣整併中，郡內全數區域都被併入大津縣，而大津縣又在一個月後更名為滋賀縣。
1889年日本實施町村制，現在的草津市轄區在當時分屬草津村、志津村、常盤村、笠縫村、山田村、老上村共六個行政區劃，1895年草津村升格改制為草津町，1954年再與其餘五個村合併為現在的草津市。

### 變遷表
| 1889年4月1日 | 1889年 - 1912年            | 1912年 - 1944年            | 1945年 - 1954年             | 1955年 - 1989年             | 1989年 - 現在               | 現在                        |
| ------------ | -------------------------- | -------------------------- | --------------------------- | --------------------------- | --------------------------- | --------------------------- |
| 草津村       | 1895年6月22日 改制為草津町 | 1895年6月22日 改制為草津町 | 1954年10月15日 合併為草津市 | 1954年10月15日 合併為草津市 | 1954年10月15日 合併為草津市 | 1954年10月15日 合併為草津市 |
| 志津村       |                            |                            | 1954年10月15日 合併為草津市 | 1954年10月15日 合併為草津市 | 1954年10月15日 合併為草津市 | 1954年10月15日 合併為草津市 |
| 常盤村       |                            |                            | 1954年10月15日 合併為草津市 | 1954年10月15日 合併為草津市 | 1954年10月15日 合併為草津市 | 1954年10月15日 合併為草津市 |
| 笠縫村       |                            |                            | 1954年10月15日 合併為草津市 | 1954年10月15日 合併為草津市 | 1954年10月15日 合併為草津市 | 1954年10月15日 合併為草津市 |
| 山田村       |                            |                            | 1954年10月15日 合併為草津市 | 1954年10月15日 合併為草津市 | 1954年10月15日 合併為草津市 | 1954年10月15日 合併為草津市 |
| 老上村       |                            |                            | 1954年10月15日 合併為草津市 | 1954年10月15日 合併為草津市 | 1954年10月15日 合併為草津市 | 1954年10月15日 合併為草津市 |

## 行政

### 歴任市長
| 屆 | 姓名       | 上任日期      | 卸任日期      | 備註                       |
| -- | ---------- | ------------- | ------------- | -------------------------- |
| 1  | 黑川廣太郎 | 1954年12月    | 1958年12月    |                            |
| 2  | 黑川廣太郎 | 1958年12月    | 1962年12月    |                            |
| 3  | 木村太一郎 | 1962年12月    | 1965年2月     |                            |
| 4  | 木村太一郎 | 1965年2月     | 1969年2月     |                            |
| 5  | 木內宗光   | 1969年2月     | 1973年2月     |                            |
| 6  | 木內宗光   | 1973年2月     | 1977年2月     |                            |
| 7  | 春日昻郎   | 1977年2月     | 1981年2月     |                            |
| 8  | 春日昻郎   | 1981年2月     | 1985年2月     |                            |
| 9  | 髙田三郎   | 1985年2月     | 1989年2月     |                            |
| 10 | 髙田三郎   | 1989年2月     | 1993年2月     |                            |
| 11 | 髙田三郎   | 1993年2月     | 1995年1月     |                            |
| 12 | 古川研二   | 1995年2月     | 1999年2月     |                            |
| 13 | 古川研二   | 1999年2月     | 2003年2月     |                            |
| 14 | 芥川正次   | 2003年2月     | 2004年2月     | 因涉及受賄案遭到逮捕後辭職 |
| 15 | 伊庭嘉兵衞 | 2004年3月21日 | 2008年3月20日 |                            |
| 16 | 橋川涉     | 2008年3月21日 | 2012年3月20日 |                            |
| 17 | 橋川涉     | 2012年3月21日 | 2016年3月20日 |                            |
| 18 | 橋川涉     | 2016年3月21日 | 現任          |                            |
| 19 | 橋川涉     | 2020年3月21日 | 2024年3月20日 | 待上任                     |

## 交通

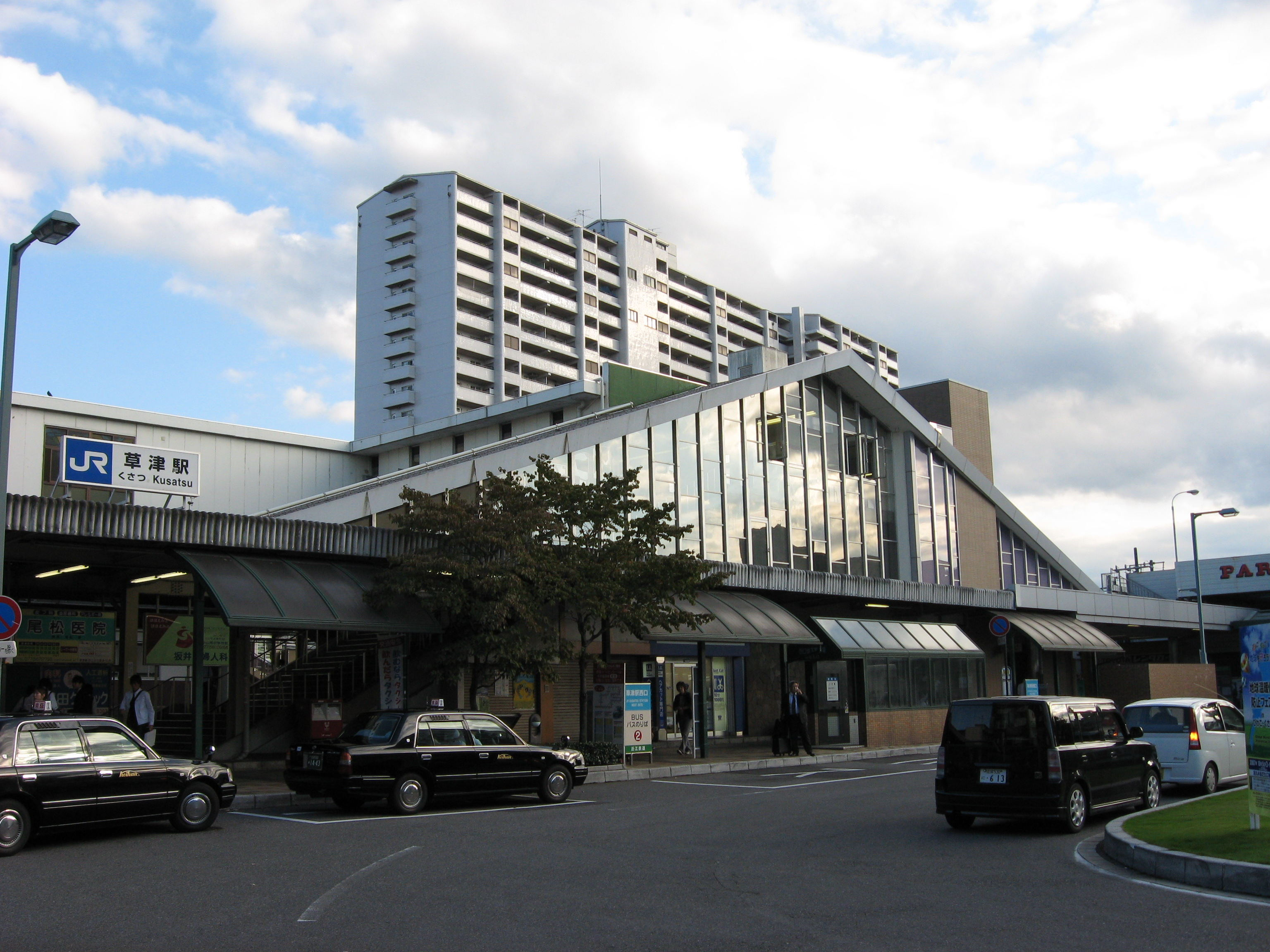
草津車站西口

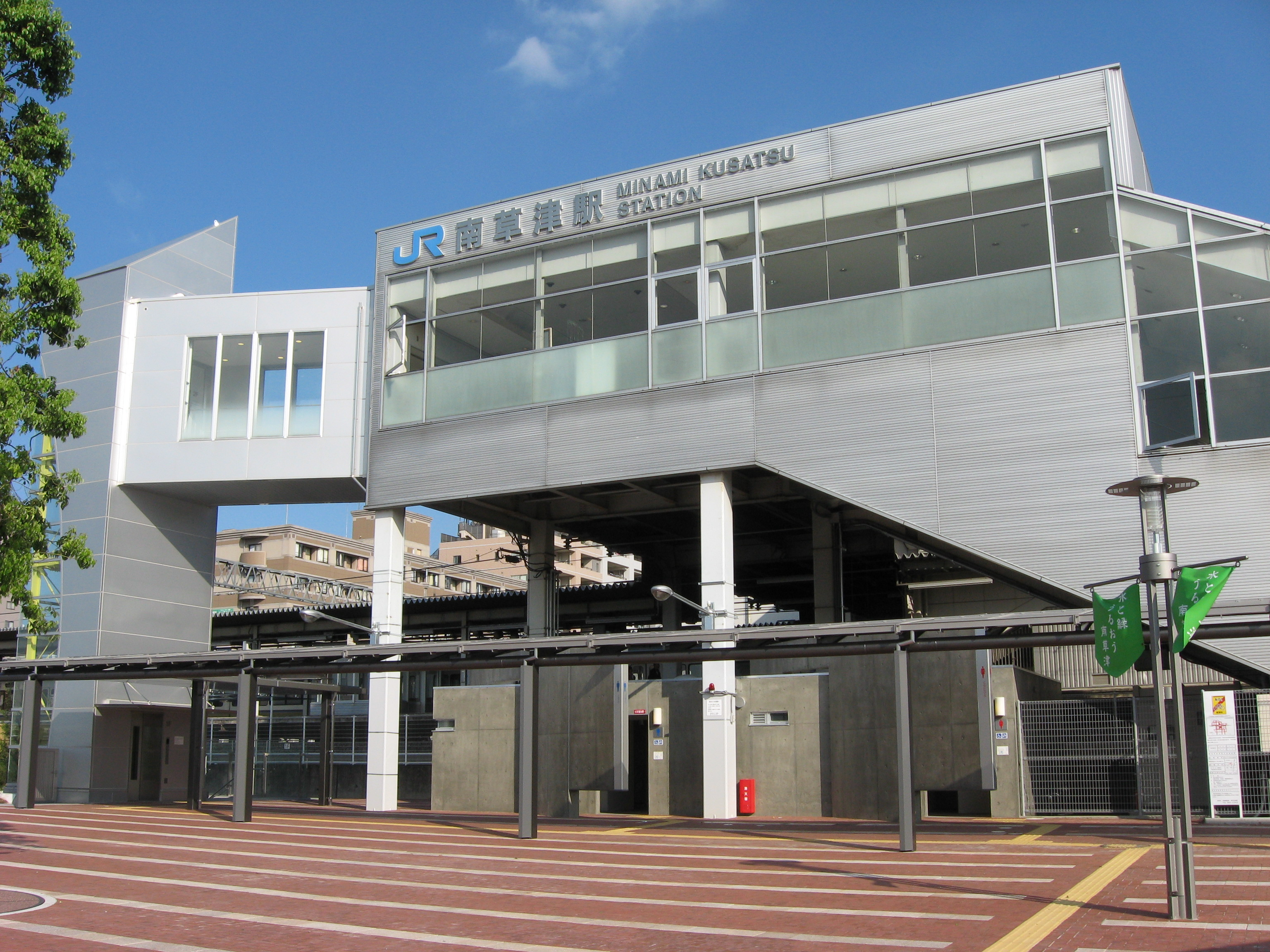
南草津車站

過去在江戶時代草津是東海道和中山道的交會點，在現代，連結日本東部和西部的鐵路東海道本線和東海道新幹線、公路名神高速公路和國道1號也都通過轄內，草津車站也有草津線沿著過去的東海道可以接往三重縣，而新名神高速公路的大津聯絡路也是自草津往南接往三重縣。
市內的客運路線則有帝產湖南交通、近江鐵道巴士、滋賀交通多家業者共同經營。

### 鐵路
- 西日本旅客鐵道
  - 東海道本線（琵琶湖線）：（←栗東市） - 草津車站 - 南草津車站 - （大津市→）
  - 草津線：草津車站 - （栗東市→）

### 公路
高速公路
- 名神高速公路：（栗東市） - 草津系統交流道（日语：草津ジャンクション） - 草津休息區 - （大津市）
- 新名神高速公路大津聯絡路：草津系統交流道 - 草津田上交流道 - （大津市）

## 觀光
在轄區北部臨琵琶湖的烏丸半島設有滋賀縣立琵琶湖博物館及草津市立水生植物公園水之森，展示有琵琶湖的相關資料及湖邊的水生植物；每年九月也會在此舉辦稻妻搖滾音樂祭。
而位於轄區西南側湖岸邊的矢橋歸帆島為近江八景中「矢橋歸帆」的地點，原本此景指的是在此片湖面上船隻返回的景色，不過在1978年由於興建汙水處理廠而被填為人工島。
過去江戶時代草津宿的本陣－草津宿本陣大半建築至今仍被保存下來並對外開放參觀，現在也已經被列為國家史蹟。

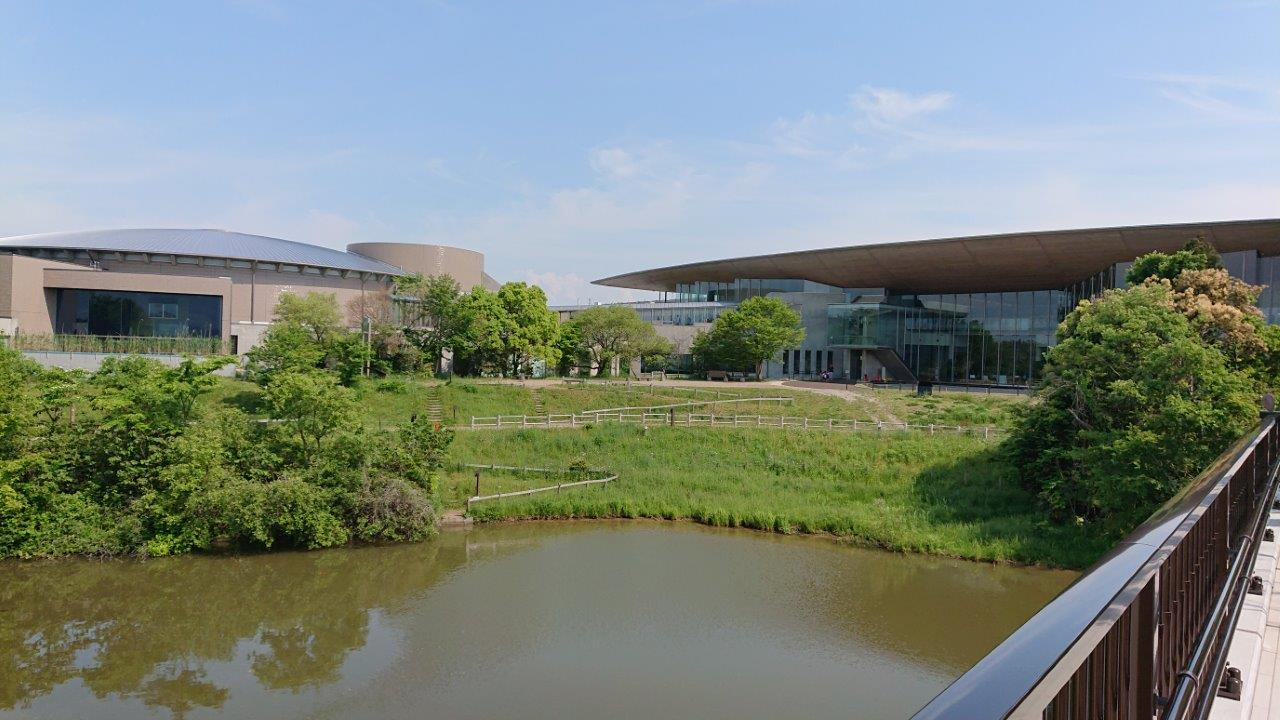
琵琶湖博物館外觀
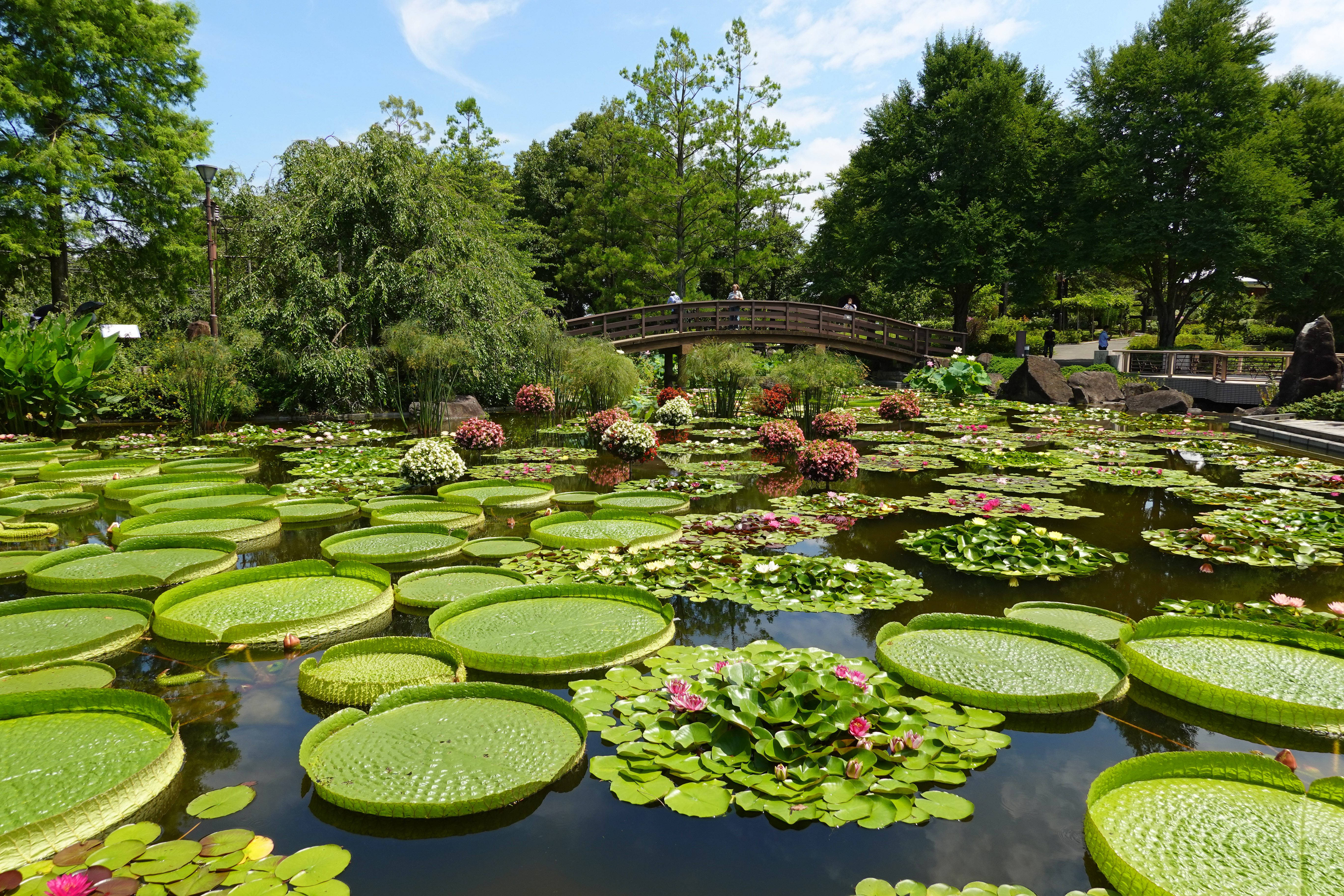
草津市立水生植物公園水之森內的蓮花池
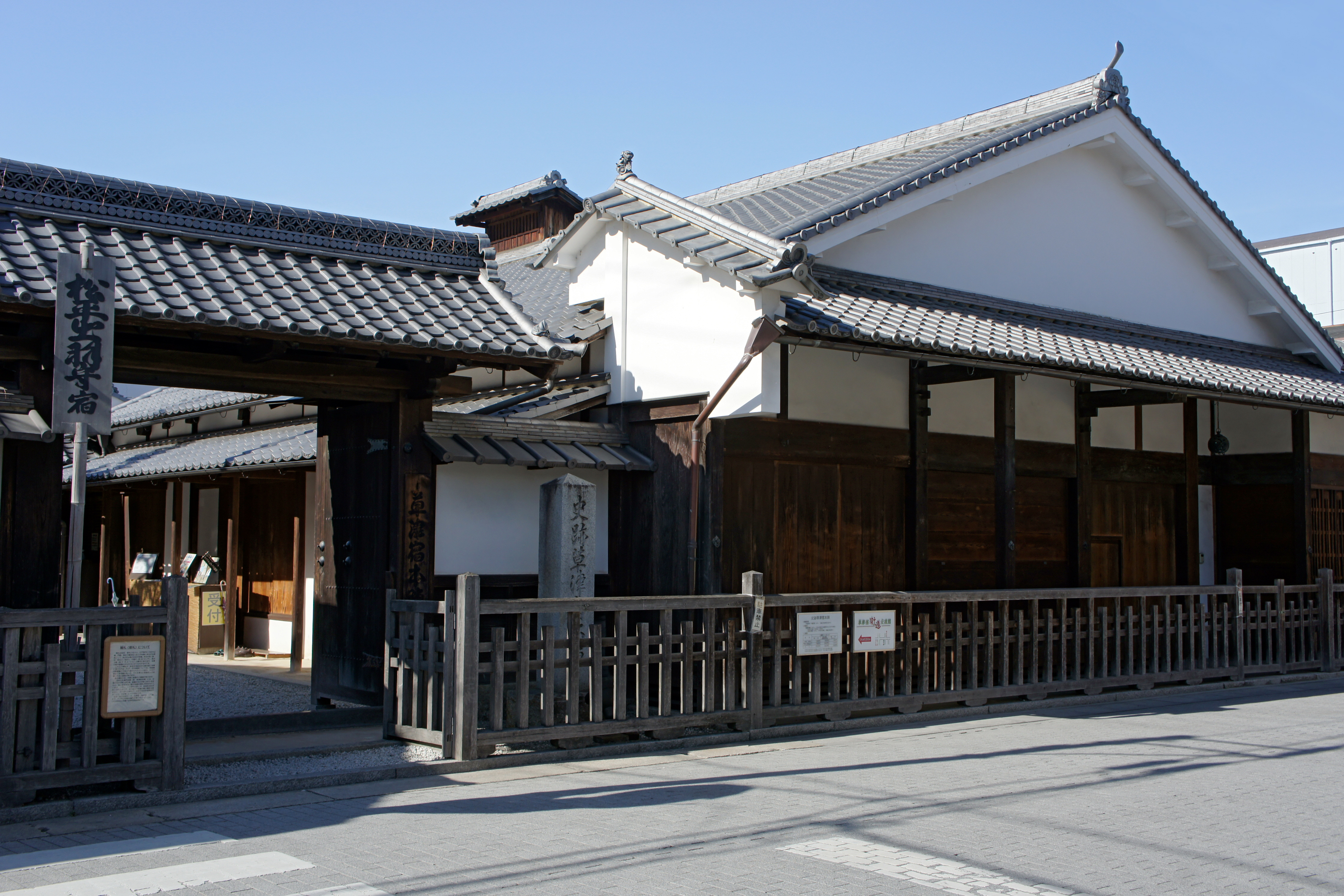
草津宿本陣

## 教育

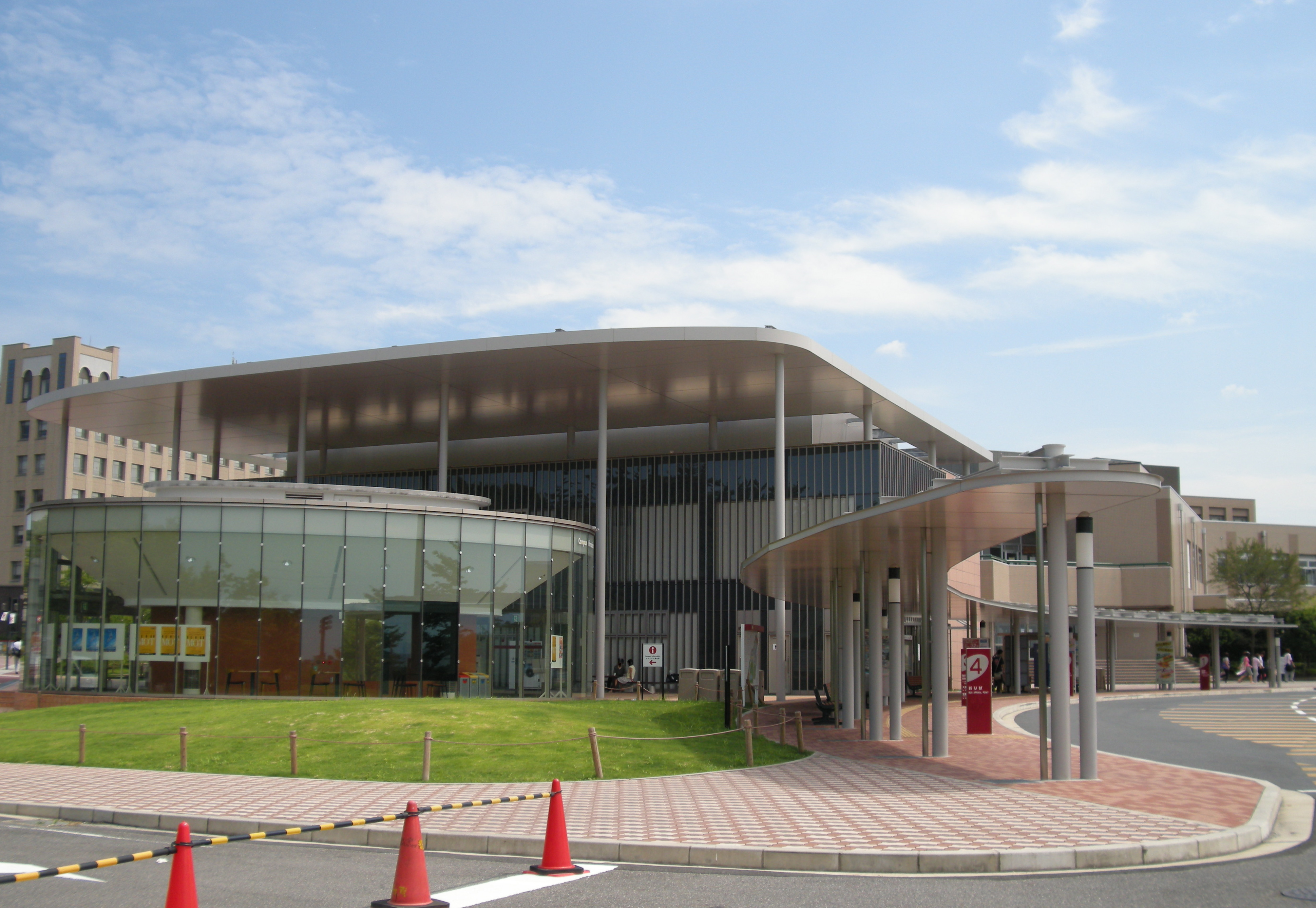
立命館大學琵琶湖・草津校區

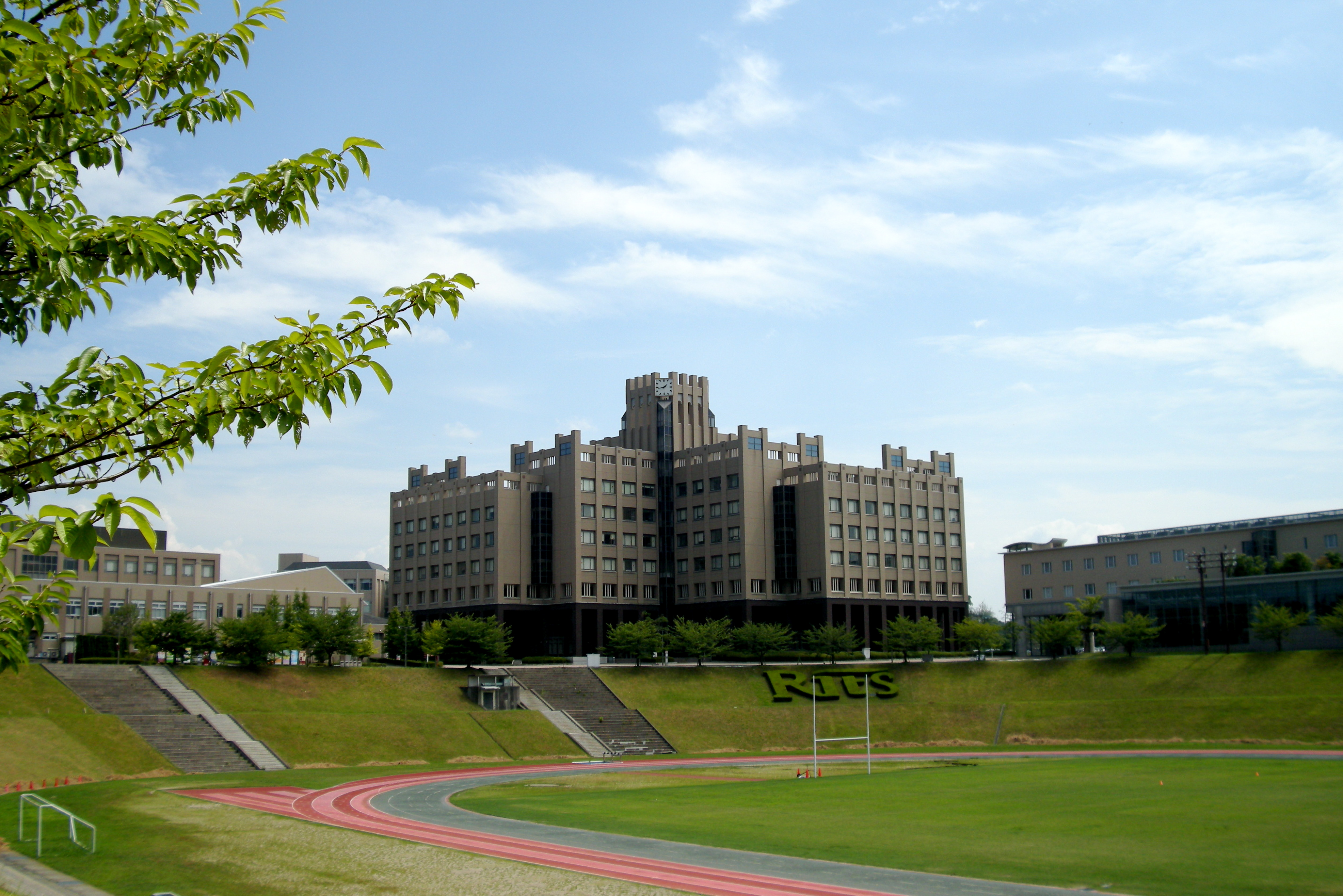
立命館大學琵琶湖・草津校區

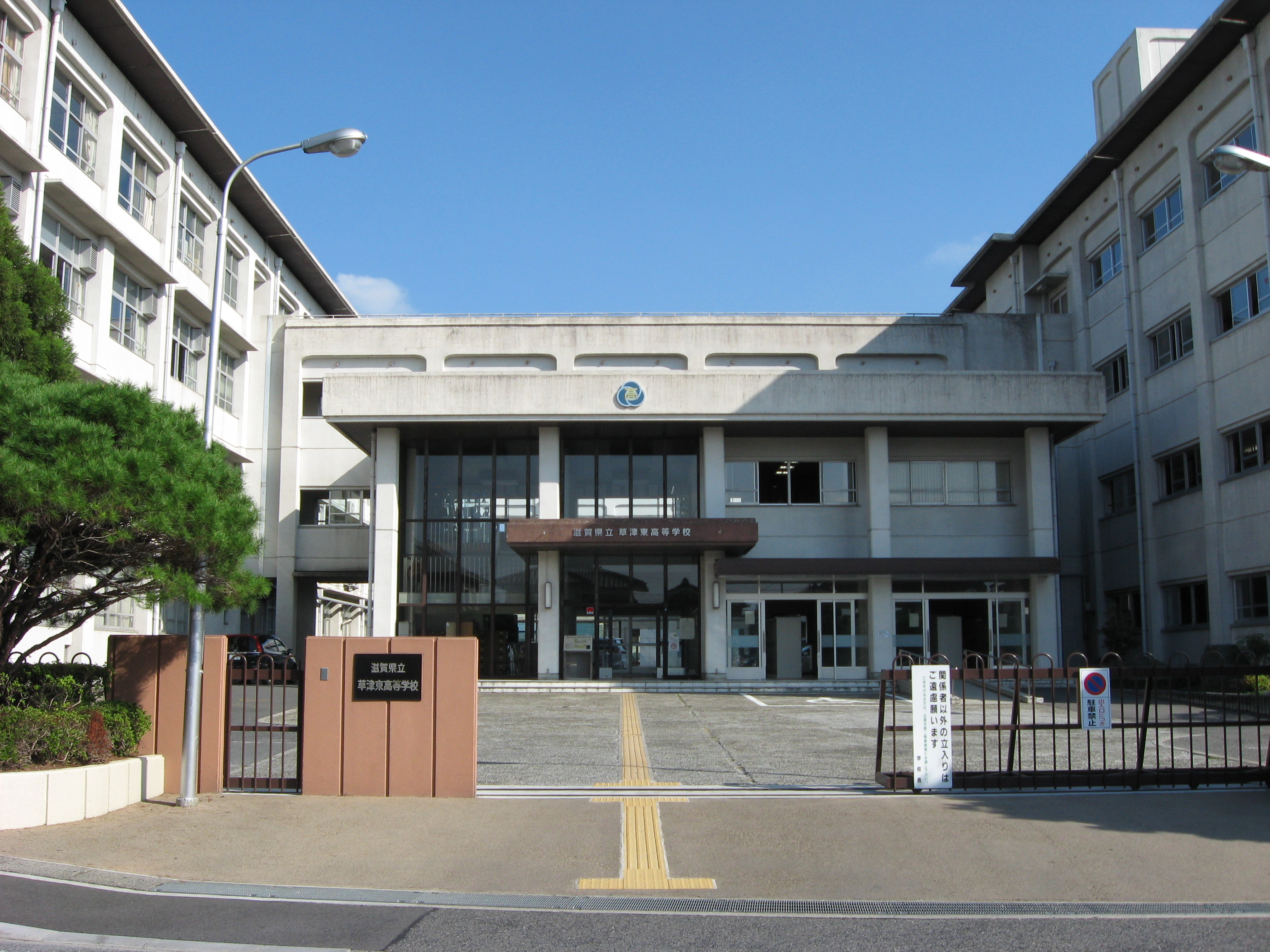
縣立草津東高等學校

立命館大學在此設有琵琶湖・草津校區，包括經濟學部、理工學部、情報理工學部、生命科學部、藥學部、體育學部、食品管理學部都在此校區內。
滋賀縣立草津東高等學校的足球部近年來曾多次代表滋賀縣進軍全國高等學校足球錦標賽，也因此也多位職業足球選手為該校校友。

## 姊妹、友好城市

### 日本
- 觀音寺市（香川縣）
由於室町時代俳句詩人山崎宗鑑生於近江國栗太郡志那村（位於現在的草津市），於讚岐國興昌寺（位於現在的觀音寺市）過世，兩地因此因素於1982年締結為姊妹都市。
- 草津町（群馬縣）
由於兩地同樣以「草津」為名，兩地於1997年締結友好交流協定締結。

### 海外
- 庞蒂亚克（美國密歇根州）
兩地於1978年締結為姊妹都市。
- 徐匯區（中國上海市）
兩地於1990年締結友好交流議定。

## 本地出身之名人
- 長束正家 - 豐臣政權的五奉行之一、水口岡山城（日语：水口岡山城）的城主。
- 山崎宗鑑 - 日本戰國時代的俳句詩人。本名：志那範重（通稱：彌三郎）
- 野村正育 - 電視節目主持人（NHK）
- 山崎將義 - 歌手
- UVERworld - 搖滾樂團
- 我孙子智美 - 撑杆跳选手

## 外部連結
- （日語） 草津市政府的Facebook專頁
- （日語） YouTube上的滋賀縣草津市政府頻道
- （日語） 草津觀光與物產綜合指南 （页面存档备份，存于）
  - （繁體中文） 草津觀光指南 （页面存档备份，存于）
  - （简体中文） 草津观光指南 （页面存档备份，存于）